# Pomatoschistus
Pomatoschistus – rodzaj ryb okoniokształtnych z rodziny babkowatych (Gobiidae) i podrodziny Gobionellinae. Są to babki małe (przeważnie poniżej 10 cm) i krótko żyjące, zazwyczaj 1–2 lata. Dojrzałość płciową osiągają już po pierwszej zimie.
Tam, gdzie występują, stanowią ważny element ekosystemu. Żywią się głównie mejobentosem, same zaś padają ofiarą innych, większych ryb, np. parposza czy kurka czerwonego (m.in. P. microps i P. minutus) lub ptaków wodnych, np. perkoza dwuczubego (m.in. P. microps i P. minutus). U P. minutus znane są przypadki kanibalizmu.
Rodzaj został wprowadzony w 1863 przez amerykańskiego ichtiologia Theodore’a Gilla (1837–1914). Gatunek typowy – Gobius minutus.
Poszczególne gatunki rodzaju Pomatoschistus są trudne do rozróżnienia ze względu na znaczne podobieństwo w wyglądzie i zasiedlanie podobnych ekosystemów. W obrębie rodzaju występuje specyficzny kompleks gatunkowy o różnym stopniu pokrewieństwa i pokrywających się niszach ekologicznych, nazwany kompleksem Pomatoschistus minutus, który tworzą – oprócz P. minutus – P. norvegicus i P. lozanoi. P. lozanoi wykazuje morfologiczną pośredniość w stosunku do pozostałych dwóch gatunków. Możliwe jest krzyżowanie się P. lozanoi z P. minutus lub P. norvegicus w ich środowisku naturalnym. Krzyżowanie wsteczne jednak nie występuje.
Babki tego rodzaju licznie występują w przybrzeżnych wodach Europy (wschodni Atlantyk, Morze Północne, Bałtyckie, Śródziemne). Są to gatunki słonowodne. Jedynie P. microps, szeroko rozprzestrzeniony w zachodniej i północnej Europie, jest gatunkiem katadromicznym. Do 2018 w rodzaju umieszczone były również wyłącznie słodkowodny, endemiczny dla Jeziora Szkoderskiego P. montenegrensis i endemiczny dla zlewiska Morza Adriatyckiego, zdolny do stałego przebywania w wodach słodkich P. canestrinii. Oba zostały jednak przeniesione przez Thackera i innych do rodzaju Ninnigobius.
W Polsce obecne są trzy gatunki tego rodzaju – babka czarnoplamka, babka mała i babka piaskowa.

## Klasyfikacja
Do rodzaju zalicza się 14 gatunków (stan na 2018):

- Pomatoschistus adriaticus
- Pomatoschistus anatoliae
- Pomatoschistus bathi
- Pomatoschistus flavescens – babka czarnoplamka[12]
- Pomatoschistus knerii
- Pomatoschistus lozanoi
- Pomatoschistus marmoratus
- Pomatoschistus microps – babka piaskowa[13][14]
- Pomatoschistus minutus – babka mała[13][15]
- Pomatoschistus nanus
- Pomatoschistus norvegicus
- Pomatoschistus pictus – babka pisana[5]
- Pomatoschistus quagga
- Pomatoschistus tortonesei

## Galeria

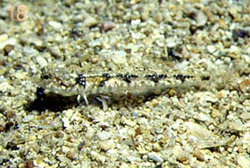
Pomatoschistus bathi
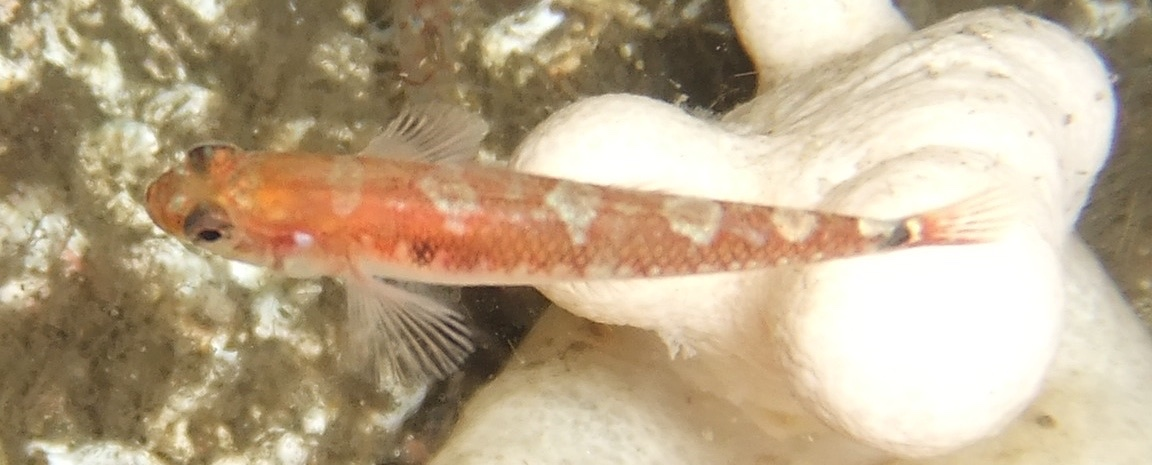
Pomatoschistus flavescens
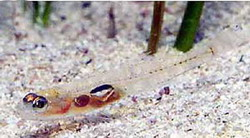
Pomatoschistus knerii
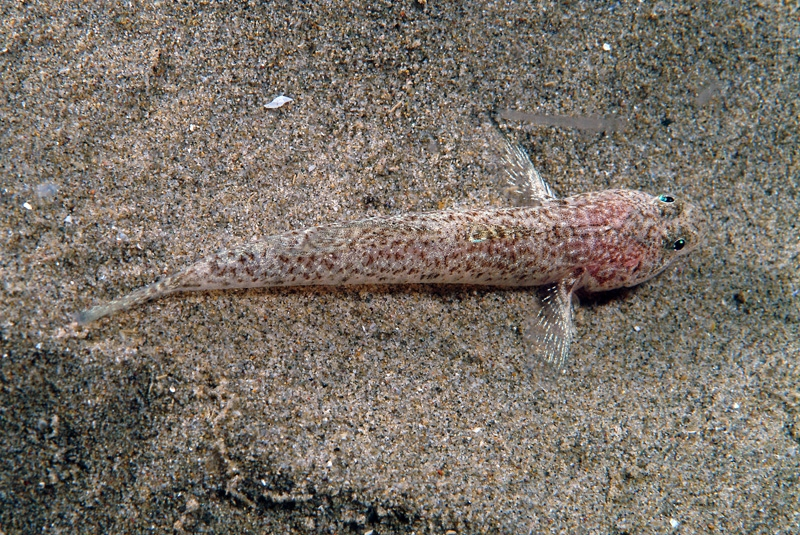
Pomatoschistus marmoratus
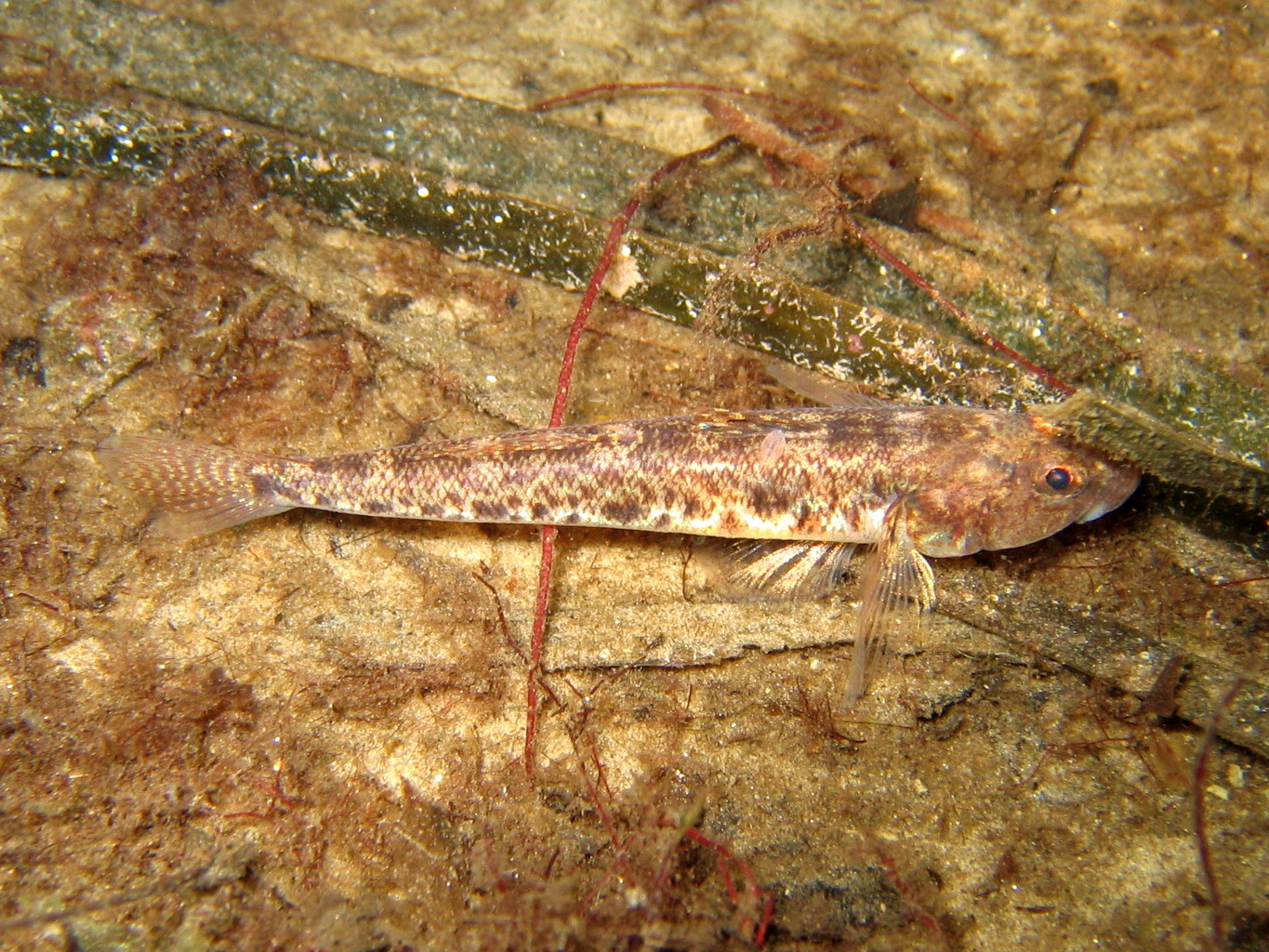
Pomatoschistus microps
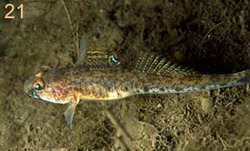
Pomatoschistus norvegicus
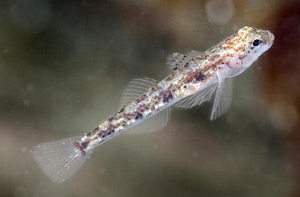
Pomatoschistus pictus
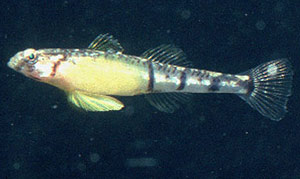
Pomatoschistus quagga